# زد۸ جی‌ان‌دی ۵۲۹۶
زد۸ جی‌ان‌دی ۵۲۹۶ (انگلیسی: Z8 GND 5296) یک کهکشان کوتوله است که در اکتبر ۲۰۱۳ کشف شد و دارای بالاترین انتقال به سرخ تا آن زمان است که از طریق خط انتشار هیدروژن لیمان آلفا تأیید شده‌است، و آن را در میان قدیمی‌ترین و دورترین کهکشان‌های شناخته شده با حدود ۱۳٫۱ میلیارد نور قرار می‌دهد. سال ۱۳٫۱ میلیارد سال نوری (۴٫۰ گیگاپارسک) از زمین٬ «زمانی که فقط ۷۰۰ میلیون سال پس از بیگ بنگ بود، دیده می‌شود، زمانی که جهان تنها حدود ۵ درصد از سن کنونی خود یعنی ۱۳٫۸ میلیارد سال داست». این کهکشان در انتقال به سرخ ۷٫۵۱ قرار دارد و همسایه‌ای است که در آن زمان به عنوان دومین کهکشان دور با انتقال ۷٫۲ به سرخ اعلام شد. کهکشان زد۸ جی‌ان‌دی ۵۲۹۶ در بازهٔ زمانی قابل مشاهدهٔ خود ستاره‌هایی را با سرعت شگفت‌انگیزی تولید می‌کرده که آن جرمی برابر با حدود ۳۳۰ جرم خورشید در سال است.
نوری که از زد۸ جی‌ان‌دی ۵۲۹۶ به زمین می‌رسد موقعیت خود را بیش از ۱۳ میلیارد سال پیش نشان می‌دهد: مسافتی بیش از ۱۳ میلیارد سال نوری را طی کرده‌است. ولی با توجه به انبساط جهان، این موقعیت اکنون در حدود ۳۰ میلیارد سال نوری (۹٫۲ گیگاپارسک) (فاصله در حال حرکت) از زمین است.